# Circuit La Melva
El Circuit La Melva fou un circuit permanent de motocròs situat al barri La Melva d'Elda, Vinalopó Mitjà, que tingué activitat entre 1976 i 1993. Fou la seu durant anys del Motocròs d'Elda, puntuable per al Campionat d'Espanya d'aquest esport, i gaudí de gran popularitat especialment d'ençà de mitjan dècada de 1980, quan els locals Pablo Colomina (elder) i Luis López Luisake (petrerí) dominaven l'escena estatal del motocròs i arrossegaven gran quantitat de públic al circuit.

## Situació
El circuit era als afores d'Elda, a la partida La Melva, prop de la falda de l'Altico del Gordo. Es tracta d'una zona muntanyosa que envolta el nucli urbà d'Elda i on, a més de l'Altico del Gordo, hi ha muntanyes com ara El Bolón (656 m), La Torreta i La Melva, la darrera de les quals dona nom a la rambla, el barri i el circuit homònims.
Per arribar al circuit calia sortir d'Elda en direcció a la rambla de la Melva i, un cop passat un gran pont de ferrocarril, endinsar-se per la rambla i anar-la seguint fins que es deixava enrere una zona de cases de camp; era aleshores quan es trobava a l'esquerra una porta blava que donava accés al circuit. El camí discorria una estona pel fons de la riera, entre les parets argiloses característiques d'aquella zona. Prop del circuit hi havia el camí que mena a les Peñas del Marín, una zona força seca i polsosa i, més enllà, la pujada a la serra de Camara i el Pocico Alonso.

## Característiques
El circuit La Melva feia més de 1.500 metres de longitud, amb una amplada màxima de 20 metres i una mínima de 10, estant tot ell ben senyalitzat. El traçat era divers, amb força salts i desnivells, discorrent-ne una bona part per un altiplà presidit per una alta muntanya. Malgrat l'inconvenient de la pols abundant (un problema comú a molts circuits de la zona, a causa de la seva orografia i clima), el circuit fou molt ben valorat en el seu moment pels experts, arribant a ser considerat el millor traçat de motocròs de l'estat espanyol.
Cal dir que, malgrat que la seva ubicació era de difícil accés, l'emplaçament era força bonic a causa del caràcter muntanyós del terreny.

## Història
El circuit, creat pel Moto-Club d'Elda (Club Motociclista Eldense Idella) poc després de la seva fundació, fou inaugurat oficialment pel batlle Sogorb Gómez el diumenge 5 de setembre de 1976, amb motiu del I Motocròs Festes Patronals que se celebrà en aquella data. Era una prova destinada a pilots júnior i comptà amb una gran afluència de públic.
Des d'aleshores, el circuit anà agafant volada i d'ençà de finals de la dècada de 1970 esdevingué seu anual d'una de les proves puntuables per al campionat estatal. Durant anys, a La Melva s'hi organitzaren matinals de motocròs que sovint reunien més de 12.000 espectadors. Amb el pas dels anys, però, La Melva anà quedant desfasat i entrà en declivi, entre altres motius per l'endèmic problema de la pols, el fet que de mica en mica s'anava erosionant i anava sorgint la roca i l'anunci que la projectada Ronda Nord li passaria per sobre.
Finalment, la pols n'acabà ocasionant el tancament definitiu. La darrera prova que s'hi organitzà es va fer el 30 de maig de 1993. Era un esdeveniment compost de tres mànegues (curses), però no va finalitzar: quan s'havien disputat les dues primeres (una de les quals guanyada per Josep Alonso i l'altra, pel suec Matthias Nilsson), la majoria dels pilots es varen negar a prendre la sortida de la darrera, adduint que s'aixecava massa pols (tot i haver-se regat el circuit amb un camió cisterna, la forta calor feia que el terreny argilós s'assequés molt ràpid).

### El successor: Finca Lacy
La plantada dels pilots de 1993, a banda de comportar el tancament definitiu del circuit La Melva, fou el detonant perquè el consistori d'Elda es plantegés d'obrir al mateix municipi un nou circuit de motocròs més modern, més ben equipat i preparat per a evitar l'excés de pols.
El procés durà uns quants anys fins que, cap a març del 2008, es feu públic que Elda disposaria en un breu termini de temps d'un circuit per a proves internacionals. L'Ajuntament endegà un ambiciós projecte que preveia un circuit de motocròs apte per a hostatjar proves puntuables per al Campionat del món, a més d'una pista de velocitat per a competicions oficials de 125cc i un circuit de kàrting.
El març de 2010 es col·locà la primera pedra del nou equipament, situat al polígon anomenat "Finca Lacy", i el 18 de març del 2011 es va inaugurar. Entre altres millores envers el seu predecessor (La Melva), el circuit "Finca Lacy" disposava d'un sistema de reg permanent que havia de permetre evitar l'excés de pols. Dos dies després, el 20 de març, el nou circuit va acollir una prova del campionat Territorial del País Valencià. Poc després, durant el mes d'abril, s'anuncià que el circuit Finca Lacy seria inspeccionat per la RFME (federació motociclista espanyola) per tal de valorar la seva idoneïtat per a hostatjar una prova puntuable per al campionat estatal.